# Guangqi Honda
Guangqi Honda Automobile, anciennement  Guangzhou-Honda, est une société de fabrication automobile chinoise basée à Guangzhou dans la province du Guangdong. 
Copropriété de Honda et Guangzhou Automobile, Guangqi Honda exploite deux usines qui, depuis 2011, produisent des modèles de marque Honda et une voiture vendue sous la seule marque Everus.  Au début de 2011, certaines offres pouvaient incorporer des éléments fabriqués au Japon. En 1999 Guangqi Honda a produit son premier modèle, une version américaine de l'Accord. 
À partir de 2016 des Acura seront également produites. En 2011, la société dispose d'une capacité de production de 480 000 véhicules.

## Modèles
- Honda Accord
- Honda City
- Honda Crider
- Honda Crosstour
- Honda Fit
- Honda Odyssey
- Honda Vezel
- Everus S1
- Everus VE-1

## Lieux de Production
- ZengCheng
- HuangPu